# Vědy o atmosféře

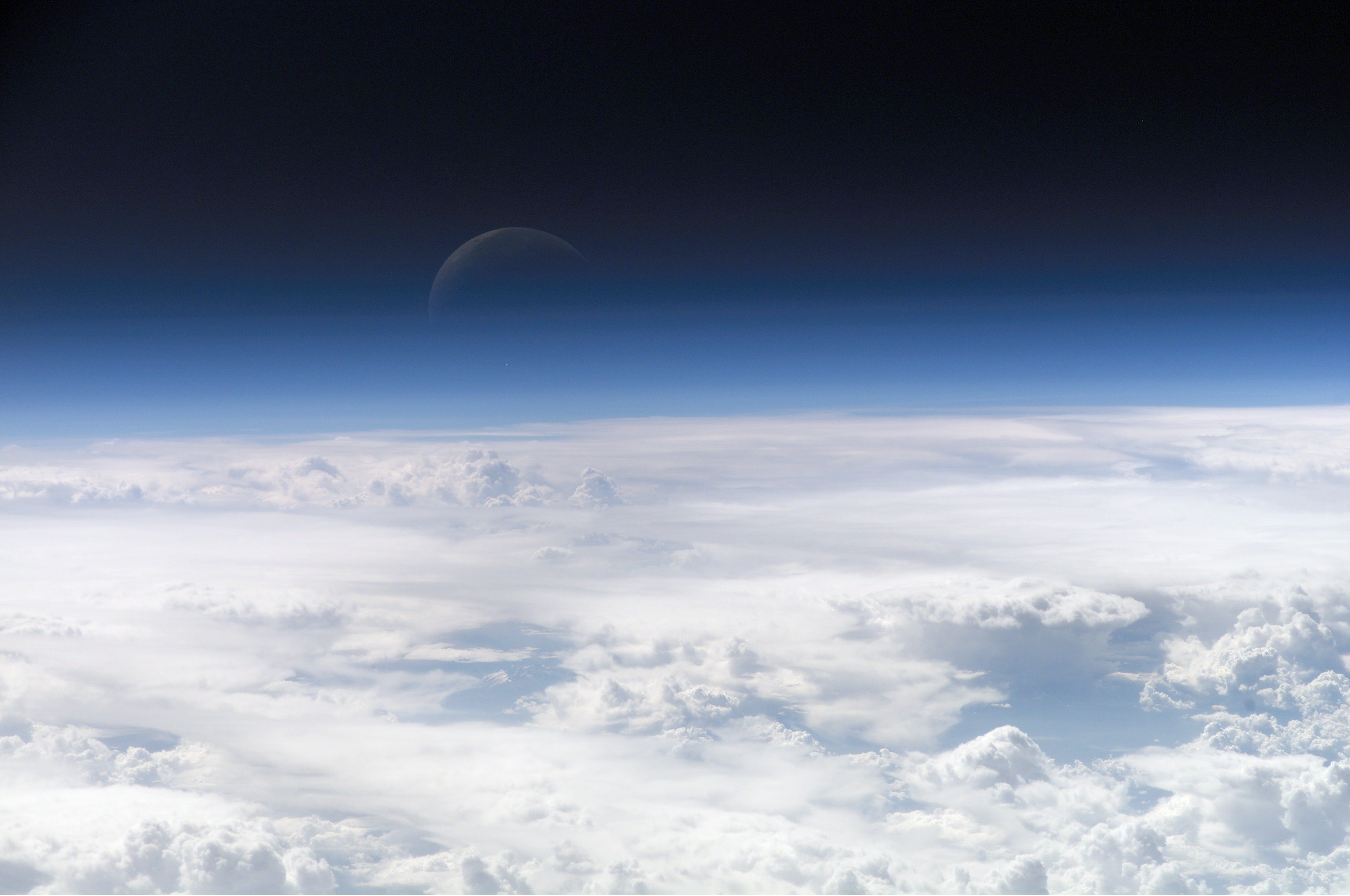
Horní vrstvy zemské troposféry

Vědy o atmosféře je souhrnný název pro vědy zabývající se složením atmosféry astronomických objektů, procesy probíhajícími v atmosféře a procesy, které ovlivňují atmosféru. Zahrnují v sobě chemii atmosféry, fyziku atmosféry (do níž patří dynamika atmosféry), meteorologii a klimatologii.

## Chemie atmosféry

Obrázek znázorňující cirkulaci látek v atmosféře

Atmosférická chemie je věda o atmosféře zabývající se studiem chemického složení atmosféry Země a atmosfér jiných kosmických objektů. Složení atmosféry Země se v minulosti měnilo a mění se i dnes působením člověka a jiných vlivů. Atmosférická chemie zkoumá tyto změny a jejich vliv na život na Zemi.

## Fyzika atmosféry
Atmosférická fyzika je věda využívající fyzikálních poznatků ke studiu atmosféry.

### Dynamika atmosféry
Dynamika atmosféry zahrnuje studium proudění a pohybů v atmosféře. Zabývá se studiem bouří, tornád, tropických cyklón, globálním prouděním. Cílem dynamiky atmosféry je vysvětlit pozorované jevy na základě fyzikálních modelů. Pomáhá tak zpřesnit předpověď počasí a vyvíjet metody pro předpověď sezónních změn.

## Meteorologie
Meteorologie studuje změny počasí v krátkodobém měřítku několika týdnů za účelem vytvoření předpovědi jeho budoucího chování. K tomu využívá naměřených údajů v meteorologických stanicích, které zpracovává pomocí modelů vytvořených fyzikou atmosféry.

## Klimatologie
Klimatologie je věda zabývající se změnami klimatu - změnami počasí na určitém místě, ale i na celé planetě (Zemi), z dlouhodobého hlediska. Studuje periodicitu klimatických změn v časovém měřítku řádu let až milionů let. Zjištěné informace se snaží využít k předpovědi chování klimatu v budoucnosti.
Zkoumá také interakce atmosféry a oceánů nebo povrchu kontinentů (jejich topografie a také vegetace) a jejich případný vliv na zemské klima. Její výzkum souvisí s výzkumem dalších vědeckých disciplín jako jsou atmosférická fyzika, atmosférická chemie, geologie, vulkanologie, hydrologie, glaciologie, ale i astrofyzika.

## Atmosféry kolem vesmírných objektů

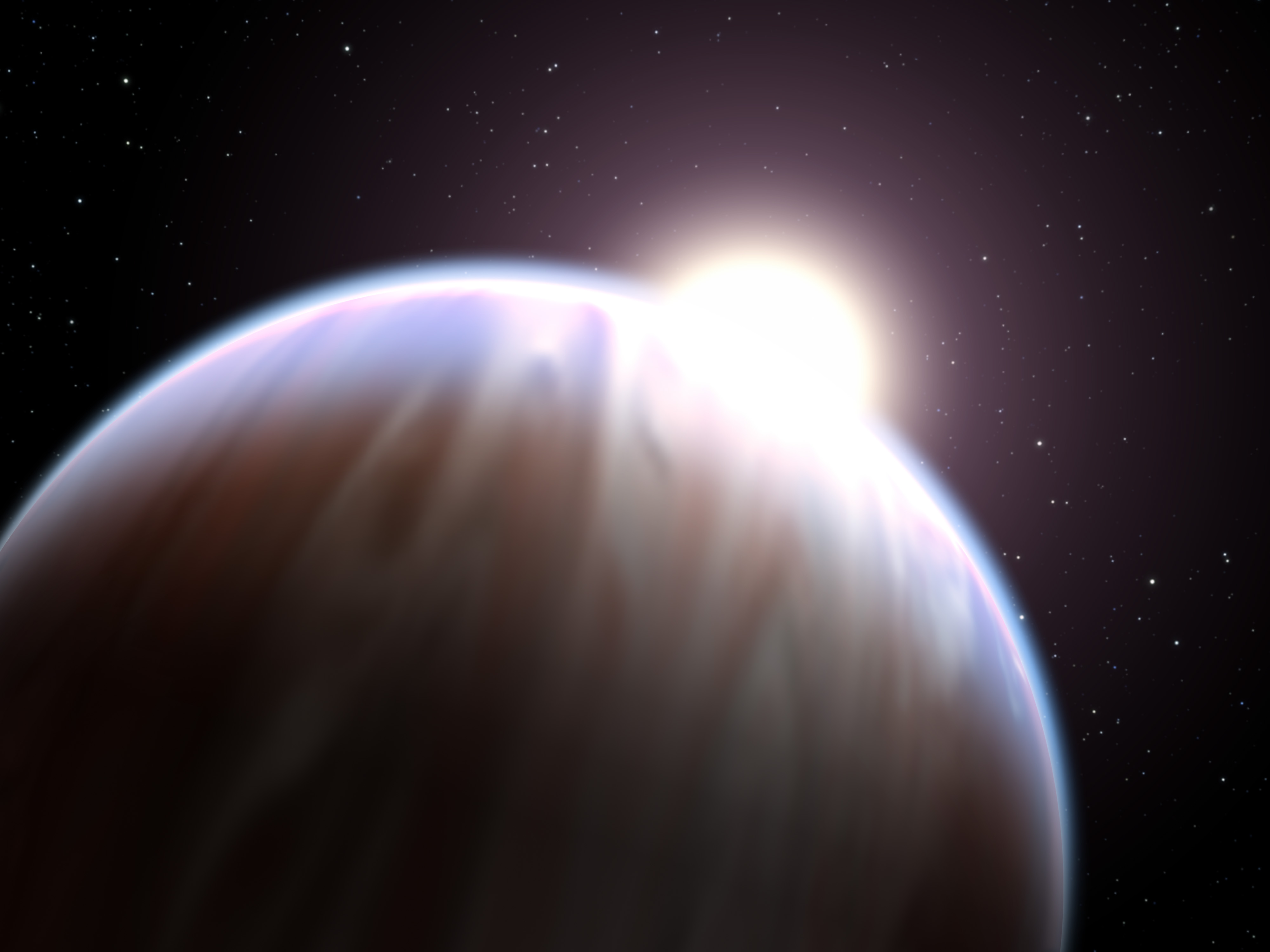
Představa malíře znázorňující východ mateřské hvězdy nad atmosférou planety HD 189733 b

Všechny planety sluneční soustavy, mají atmosféru, protože jejich gravitační působení je dostatečné k tomu, aby si udržely kolem sebe plynný obal. Výjimku tvoří planeta Merkur, u níž atmosféra krátce po zformování planety prakticky zcela zmizela vlivem nízké gravitace planety, vysoké teploty a interakcí molekul se slunečním větrem. Také Saturnův měsíc Titan má vlastní atmosféru.
U těchto planet (a měsíce) dochází, podobně jako na Zemi, ke vzniku meteorologických jevů. V atmosféře Venuše byly pozorovány elektrické výboje v podobě blesků,, na Marsu vznikají prachové bouře a byla zde pozorována oblačnost, v atmosféře Jupitera je obrovská anticyklóna nazývaná Velká rudá skvrna, v atmosféře Saturnu je Dračí bouře, v atmosféře Neptunu se v 90. letech nacházela Velká tmavá skvrna.
Také kolem některých extrasolárních planet byla objevena atmosféra. Horké Jupitery, které byly objevovány zpočátku, pravděpodobně ztratily svou atmosféru vlivem záření mateřské hvězdy. U planety HD 189733 b byla v roce 2008 objevena atmosféra tvořená oxidem uhličitým, methanem a vodními parami.